# Toivo Oikarinen
Toivo Erkki Oikarinen (* 16. April 1924 in Sonkajärvi; † 4. Mai 2003) war ein finnischer Skilangläufer.
Oikarinen, der für den Sonkajärven Pahka startete, belegte bei den Lahti Ski Games 1951 den neunten Platz über 18 km und errang damit seine beste Platzierung bei diesen Wettbewerb. Im folgenden Jahr kam er bei seiner einzigen Olympiateilnahme in Oslo auf den zehnten Platz über 18 km. In den Jahren 1950 und 1952 wurde er finnischer Meister mit der Staffel.